# ریچی پولینگ
ریچی پولینگ (انگلیسی: Richie Powling؛ زادهٔ ۲۱ مهٔ ۱۹۵۶) بازیکن فوتبال اهل بریتانیا است.
از باشگاه‌هایی که در آن بازی کرده‌است می‌توان به باشگاه فوتبال آرسنال، باشگاه فوتبال بارنت، و باشگاه فوتبال گرایس اتلتیک اشاره کرد.
وی همچنین در تیم ملی فوتبال جوانان انگلستان بازی کرده‌است.